# Jean Meyer (actor)
Jean Léon André Meyer (París, 11 de junio de 1914 – París, 8 de enero de 2003) fue un actor y director teatral y cinematográfico francés.

## Biografía

### Inicios
Nacido en París, Francia, en el seno de una familia de artesanos panaderos, a principios de los años 1920 se instaló en Créteil. Desde muy joven se sintió atraído por el teatro, deseando dedicarse a la interpretación, vocación que apoyaron sus padres. Por ese motivo acudió con frecuencia a París, donde asistía a representaciones teatrales gratuitas. Tras una de ellas decidió hacerse actor y entrar en la Comédie-Française.
Mientras tanto, en 1931, a los 17 años de edad se hizo empleado de banca en Saint-Germain-en-Laye. Ese mismo año se presentó a las pruebas de acceso del Conservatoire national supérieur d'art dramatique de París. Suspendió y quedó en paro, ya que había dejado su empleo. Al año siguiente tuvo un nuevo fracaso y en 1934, al tercer intento, superó la prueba, tras haber trabajado dos años con Jeanne Delvair, esposa de Georges Le Roy, ambos miembros sociétaires de la Comédie-Française.

### Le Conservatoire
A inicios de 1934 entró en la clase de Louis Jouvet, el cual debutaba como profesor en el Conservatoire. Como los demás alumnos, en paralelo a las clases de Louis Jouvet él completaba su formación como actor haciendo pequeños papeles en la Comédie-Française y en otros teatros parisinos, como el Théâtre des Gobelins, o en locales de grandes intérpretes como Georges Pitoëff, o en el Théâtre de l'Athénée, dirigido en esa época por Jouvet.
A principios de julio de 1937, a los tres años de su ingreso en el Conservatoire, Meyer hizo su examen final (presentó una escena de Knock ou le Triomphe de la médecine, de Jules Romains) y preparó la prueba de ingreso en la Comédie-Française. Aconsejado por Louis Jouvet, interpretó en teatro clásico el personaje de Pancrace, y en teatro moderno Schwanengesang, de Antón Chéjov. El 15 de julio de 1937 fue admitido como pensionnaire por Édouard Bourdet, director general del Théâtre-Français.

## La Comédie-Française
Meyer formó parte de la institución desde el 15 de julio de 1937 hasta el 31 de diciembre de 1959.
- Pensionnaire a partir de su ingreso
- Miembro desde el 1 de enero de 1942
- Miembro honorario desde 1960
- Decano de los sociétaires honorarios el 1 de enero de 2003

Su debut oficial como pensionnaire tuvo lugar en octubre de 1938. Su primer gran papel fue el de Harpagon en El avaro, de Molière. Dieciocho meses después de su ingreso en la Comédie Française, Marie Bell, viéndole muy interesado en la dirección teatral, le facilitó escenografiar su primera obra, El médico a palos, de Molière, interpretada por Fernand Ledoux como Géronte, y Pierre Dux como Sganarelle. A partir de entonces simultaneó la actuación con la puesta en escena, trabajando con ambas funciones en ocasiones. A lo largo de su carrera trabajó con los más importantes autores franceses (André Gide, Jean Cocteau, François Mauriac, Jules Romains, etc.), además de con otros grandes escritores del siglo XX.
Es difícil citar todas las piezas interpretadas o dirigidas por Jean Meyer durante sus veintidós años en la Comédie-Française. Hizo más de doscientos papeles, cincuenta de ellos en piezas de Molière, que era su autor predilecto. Además, dirigió otras tantas piezas, tanto en la Comédie-Française como en otros teatros de provincia. Meyer también actuó y dirigió en el extranjero.
En 1940 se le solicitó organizar una representación para los prisioneros franceses. Tuvo éxito, aunque no fue una empresa fácil, dado que la guerra había producido una dispersión de los actores por toda Francia. Ese año, tras el armisticio, volvieron a abrir los teatros, a pesar de la ocupación. Poco tiempo después actuó con Fernand Ledoux y André Brunot en Vingt neuf degrés à l'ombre, de Eugène Labiche. Ese mismo año actuó en Le Paquebot Tenacity, de Charles Vildrac, interpretando a un marino británico. 
En esa época la Comédie-Française tuvo una cierta inestabilidad ocasionada por los repetidos cambios de sus directores. Desde 1940 a 1947 tuvo siete directores, mientras que a lo largo de un siglo solamente fueron necesarios diez. 
Finalmente, fueron encadenándose las escenografías y las actuaciones. En 1941 dirigió, entre otras, La Poudre aux yeux, de Eugène Labiche; en 1942 dirigió en el Théâtre Montparnasse La Celestina, de Fernando de Rojas, con Marcelle Géniat; en 1943 llevó a escena El burgués gentilhombre, de Molière, con ocasión del ingreso de Raimu en la Comédie-Française. El éxito fue inmenso, y la obra se representó durante varios meses. También en 1943 dirigió Le Chevalier à la mode, de Florent Carton dit Dancourt, y en 1944 El enfermo imaginario, de Molière, y Barberine, de Alfred de Musset, entre otras piezas.
En el mismo 1944, Meyer fue nombrado director artístico del Centre de arte dramático en la rue Blanche de París.
En 1945 la Comédie-Française representó en Alemania clásicos como Los enredos de Scapin (en Constanza y en Stuttgart) para el ejército francés. Igualmente, en 1945 llevó a escena La escuela de los maridos, de Molière. 
En 1946 fue Figaro a la vez que dirigía Las bodas de Fígaro, de Pierre-Augustin Caron de Beaumarchais. También llevó a escena Le Voyage de monsieur Perrichon, de Eugène Labiche y Édouard Martin, y Le Tourbillon, de Bernard Zimmer, entre otras piezas. Al siguiente año montó, entre otras muchas, la obra de Théodore Barrière y Lambert Thiboust Les Jocrisses de L’Amour. 
A lo largo de 1947 montó, entre otras, la pieza de François Mauriac Passage du malin, con Marie Bell y André Brûlé. También escenificó la obra de Prosper Mérimée Les Espagnols en Danemark, además de El enfermo imaginario y Monsieur de Pourceaugnac, de Molière. Y en 1949 dirigió El avaro y Jeanne Ire la Folle, esta última pieza de François Aman-Jean. 
A petición de André Gide, llevó a escena en 1950 Les Caves du Vatican. Él encarnó a Protos, y Jeanne Moreau a "la pequeña prostituida", reemplazando a Marie Bell (la pieza tuvo 80 representaciones); en 1951 fue Vatelin en Le Dindon, de Georges Feydeau, con un inmenso éxito; el mismo año montó Donogoo, de Jules Romains, y en 1952 Seis personajes en busca de autor, de Luigi Pirandello; en 1953 dirigió la obra de Jules Romains Monsieur le Trouhadec saisi par la débauche; al siguiente año hizo debutar a Françoise Fabian con la obra de Raymond Castans Le Pirate, y en el Théâtre Antoine escenificó La main passe, de Georges Feydeau. 
Meyer fue nombrado en 1955 profesor del Conservatoire national supérieur d'art dramatique, siendo una de sus alumnas Annie Girardot.
Ese mismo 1955, en el Théâtre Antoine, dirigió Nekrassov, de Jean-Paul Sartre; también en 1955, en la Comédie-Française, llevó a escena, entre otras, Las mujeres sabias y L'Amour médecin, de Molière, actuando en la última de ellas. Igualmente, en 1955 montó El barbero de Sevilla, de Pierre-Augustin Caron de Beaumarchais, haciendo el papel de Bazile; al año siguiente, de nuevo en el Théâtre Antoine, escenificó L’Ombre, de Julien Green; mientras, en la Comédie-Française dirigió Coriolano, de William Shakespeare (debut de Paul Meurisse), y La Machine à écrire, de Jean Cocteau, con Robert Hirsch y Annie Girardot, encarnando Meyer a Fred, el policía. Ese año hubo de hacer frente a las consecuencias del retiro forzado de la Comédie-Françaisa de Jean Yonnel, Beatrice Bretty, Vera Korene y Germaine Rouer. 
En 1957, en la Comédie-Française, llevó a escena y actuó en Domino, de Marcel Achard; en 1958 trabajó con Les Trente Millions de Gladiator, de Eugène Labiche y Philippe Gille, además de La escuela de los maridos, de Molière; del mismo autor montó a finales de 1959 su última pieza en la Comédie-Française: La escuela de las mujeres, en la que encarnó a Arnolphe, actuando junto a Danièle Ajoret en el papel de Agnès.
Fue en este período cuando dirigió dos películas, adaptaciones de obras teatrales clásicas: en 1958, Le Bourgeois gentilhomme, en la que actuó junto a Louis Seigner, Jacques Charon, Robert Manuel y Micheline Boudet, y en 1959 Le Mariage de Figaro.
A finales de 1959, solicitó su salida de la Comédie-Française, particularmente para protestar por la decisión de André Malraux de retirar el Teatro del Odéon de la Comédie-Française para dirigido por Jean-Louis Barrault. Nombrado miembro honorario, no volvió a trabajar para la institución. 

## Período posterior a la Comédie-Française
Tras su renuncia a la Comédie-Française, Jean Meyer fue nombrado en 1960 director artístico del Palais-Royal. Siguió dirigoendo y actuando en diferentes teatros parisinos y de provincia. En 1960 montó, entre otras piezas, en el Théâtre du Palais-Royal Crime parfait; Noix de coco, La Fleur des pois, de Édouard Bourdet, con Raymond Souplex, Madeleine Robinson, Victor Francen y Françoise Fabian. En 1962 dirigió su primera obra propia, Mic-Mac. Para la televisión llevó a escena en 1963 Tartufo, de Molière, pieza en la cual actuó como Orgon.

### Théâtre Michel
En 1964 llegó a ser codirector del Théâtre Michel, no subvencionado, en el que se encontró con numerosas dificultades que le obligaron al cierre temporal del local. IEntre diferentes piezas, llevó a escena en 1966 Les Trois mariages de Mélanie, con Anny Duperey. 
Pero la pieza más importante que dirigió en dicho teatro fue La ciudad en la que reina un niño, de Henry de Montherlant, representada en 1967. Meyer no había querido llevar a escena dicha pieza en la Comédie-Française, pero decidió que el Théâtre Michel era adecuado para la misma. 
La obra se representó con Paul Guers, Didier Haudepin y Jean Deschamps como intérpretes. Tuvo un gran éxito, siendo representada un total de 1200 veces, todas ellas en París. Los sucesos de mayo de 1968 en Francia obligaron al cierre del teatro, pero a medidos de junio volvió a representarse con el mismo éxito.
En 1964, y a causa de que el Théâtre Michel tocaba fondo, , Charles Gantillon, director del Théâtre des Célestins de Lyon, le invitó a actuar en su teatro con el papel de Arnolphe en La escuela de las mujeres, de Molière. Cuatro años más tarde, el 26 de enero de 1968, tras fallecer Gantillon en noviembre de 1967, Jean Meyer fue nombrado codirector del teatro junto a Albert Husson.

### Théâtre des Célestins de Lyon
Ambos llevaron a escena decenas de espectáculos, hasta la muerte de Albert Husson en 1978, año en el cual Jean Meyer quedó como único director. En ese período se representaron piezas como À quoi rêvent les jeunes filles, de Alfred de Musset; El barbero de Sevilla y  Las bodas de Fígaro, de Pierre-Augustin Caron de Beaumarchais; El burgués gentilhombre y El misántropo, de Molière; Le Voyage de monsieur Perrichon y 29° à l’ombre, de Eugène Labiche; El mercader de Venecia y Macbeth, de William Shakespeare; Les Misérables, de Paul Achard a partir de Victor Hugo, con Jean Marais (1976); La Dame de chez Maxim, de Georges Feydeau (1977); L'Arlésienne, de Alphonse Daudet, donde actuó junto a Orane Demazis.
El 1 de diciembre de 1972 dirigió la quinta pieza escrita por él, Le Jour le plus court, con Jean-Marc Thibault. En 1982 presentó la sexta, L'Héritage, con Patrick Préjean. Ese mismo año trabajó en Mon père avait raison, de Sacha Guitry, y en 1983 actuó en Le Dindon, de Georges Feydeau, con Francis Perrin.
Jean Meyer conoció a la actriz Claude Jade en 1975, cuando ella trabajaba en el Théâtre des Célestins en la obra de Jean Giraudoux No habrá guerra de Troya, con dirección de Jacques Mauclair. Él quería trabajar con ella, y la contrató en 1977 para representar en ese teatro Port Royal, de Henry de Montherlant, encarnando él a Péréfixe. En 1978 ambos actuaron en Intermezzo, de Jean Giraudoux.
En el Théâtre Marigny, ese mismo año, trabajó en la adaptación para la televisión de Au théâtre ce soir de la obra Volpone, de Jules Romains y Stefan Zweig a partir de Ben Jonson, dando el papel de Colomba a Claude Jade, e interpretando él a Corbaccio.
En 1980, el Théâtre des Célestins, trabajó de nuevo con Claude Jade en Británico, de Jean Racine. Tres años más tarde participó en Exiles, de James Joyce, y, en 1984, en Le Faiseur, de Honoré de Balzac.
En 1985 Jean Meyer dejó la dirección del Théâtre des Célestins (tenía 71 años de edad). Sin embargo, continuó montando otras piezas, como Le Dindon, de Feydeau, y que se representó en el Théâtre du Palais-Royal. Después, y no sin amargura, se alejó de las tablas, dedicándose a su otra pasión, la escritura.
Jean Meyer falleció en París en 2003.

## Obras

### Autor
- 1962 Mic Mac (comedia)
- 1963 L'Âge idiot (comedia)
- 1965 Le Vice dans la peau (comedia)
- 1967 La courte paille (comedia)
- 1972 Le Jour le plus court (comedia a partir de Eurípides)
- 1982 L’Héritage (comedia a partir de Guy de Maupassant)
- 1996 Le Bourgeois Gentilhomme (a partir de Molière)

## Teatro

### Actor

#### Comédie-Française
- 1935 : Madame Quinze, de Jean Sarment, escenografía del autor
- 1938 : El avaro, de Molière
- 1938 : La Comtesse d'Escarbagnas, de Molière
- 1938 : Un sombrero de paja de Italia, d'Eugène Labiche y Marc-Michel, escenografía de Gaston Baty
- 1938 : El burgués gentilhombre, de Molière, escenografía de Denis d'Inès
- 1938 : Ruy Blas, de Victor Hugo, escenografía de Pierre Dux
- 1938 : Tricolore, de Pierre Lestringuez, escenografía de Louis Jouvet
- 1938 : Le Médecin volant, de Molière, escenografía de Fernand Ledoux
- 1938 : Cyrano de Bergerac, de Edmond Rostand, escenografía de Pierre Dux
- 1939 : Les Trois Henry, de André Lang, escenografía de Émile Fabre
- 1939 : Las bodas de Fígaro, de Pierre-Augustin Caron de Beaumarchais, escenografía de Charles Dullin
- 1939 : La Double Inconstance, de Pierre Carlet de Chamblain de Marivaux, escenografía de Raphaël Duflos
- 1939 : L'Amour médecin, de Molière
- 1939 : A souffert sous Ponce-Pilate, de Paul Raynal, escenografía de René Alexandre
- 1939 : La Belle Aventure, de Gaston Arman de Caillavet, Robert de Flers y Étienne Rey
- 1939 : Le Jeu de l'amour et de la mort, de Romain Rolland, escenografía de Denis d'Inès
- 1940 : 29 degrés à l'ombre, de Eugène Labiche, escenografía de André Brunot
- 1940 : L'Âne de Buridan, de Gaston Arman de Caillavet, Robert de Flers, escenografía de Pierre Bertin
- 1940 : Le Paquebot Tenacity, de Charles Vildrac, escenografía de Jacques Copeau
- 1940 : Les Fausses Confidences, de Pierre Carlet de Chamblain de Marivaux, escenografía de Maurice Escande
- 1940 : Noche de reyes, de William Shakespeare, escenografía de Jacques Copeau
- 1941 : Lucrèce Borgia, de Victor Hugo, escenografía de Émile Fabre
- 1941 : Le Médecin volant, de Molière, escenografía de Fernand Ledoux
- 1941 : La Gageure imprévue, de Michel-Jean Sedaine, escenografía de Pierre Bertin
- 1942 : Hamlet, de William Shakespeare, escenografía de Charles Granval
- 1942 : Le Distrait, de Jean-François Regnard, escenografía de Jean Meyer
- 1942 : La reina muerta, de Henry de Montherlant, escenografía de Pierre Dux
- 1943 : Le Chevalier à la mode, de Florent Carton dit Dancourt, escenografía de Jean Meyer
- 1943 : Feu la mère de Madame, de Georges Feydeau, escenografía de Fernand Ledoux
- 1943 : Les Boulingrin, de Georges Courteline
- 1943 : Le Sicilien ou l'Amour peintre, de Molière, escenografía de Maurice Escande
- 1943 : Le Soulier de satin, de Paul Claudel, escenografía de Jean-Louis Barrault
- 1944 : La Dispute, de Pierre Carlet de Chamblain de Marivaux, escenografía de Jean Martinelli
- 1944 : El burgués gentilhombre, de Molière, escenografía de Pierre Bertin
- 1944 : L'Impromptu de Versailles, de Molière, escenografía de Pierre Dux
- 1944 : El enfermo imaginario, de Molière, escenografía de Jean Meyer
- 1944 : L'Ours, de Antón Chéjov
- 1944 : Barberine, de Alfred de Musset, escenografía de Jean Meyer
- 1944 : Les Fiancés du Havre, de Armand Salacrou, escenografía de Pierre Dux
- 1945 : La Navette, de Henry Becque, escenografía de Émile Fabre
- 1945 : L'Anglais tel qu'on le parle, de Tristan Bernard
- 1945 : Antonio y Cleopatra, de William Shakespeare, escenografía de Jean-Louis Barrault
- 1946 : Le Voyage de monsieur Perrichon, de Eugène Labiche y Édouard Martin, escenografía deJean Meyer
- 1946 : Las bodas de Fígaro, de Pierre-Augustin Caron de Beaumarchais, escenografía de Jean Meyer
- 1946 : Le Tourbillon, de Bernard Zimmer, escenografía de Jean Meyer
- 1947 : Un client sérieux, de Georges Courteline
- 1947 : Les Jocrisses de l’amour, de Théodore Barrière y Lambert Thiboust, escenografía de Jean Meyer
- 1947 : Ruy Blas, de Victor Hugo, escenografía de Pierre Dux
- 1948 : Un sombrero de paja de Italia, de Eugène Labiche y Marc-Michel, escenografía de Gaston Baty
- 1948 : Les Espagnols en Danemark, de Prosper Mérimée, escenografía de Jean Meyer
- 1948 : Cantique des Cantiques, de Jean Giraudoux, escenografía de Louis Jouvet
- 1948 : Monsieur de Pourceaugnac, de Molière, escenografía de Jean Meyer
- 1949 : Le Prince travesti, de Pierre Carlet de Chamblain de Marivaux, escenografía de Jean Debucourt
- 1949 : Le Roi, de Robert de Flers y Gaston Arman de Caillavet, escenografía de Jacques Charon
- 1949 : Le Mariage forcé, de Molière, escenografía de Robert Manuel
- 1949 : Jeanne la Folle, de François Aman-Jean, escenografía de Jean Meyer, Comédie-Française en el Teatro del Odéon
- 1950 : Otelo, de William Shakespeare, escenografía de Jean Meyer
- 1950 : La Robe rouge, de Eugène Brieux, escenografía de Jean Meyer en el Teatro del Odéon
- 1950 : Les Caves du Vatican, de André Gide, escenografía de Jean Meyer
- 1951 : Le commissaire est bon enfant, de Georges Courteline, escenografía de Robert Manuel
- 1951 : Chacun sa vérité, de Luigi Pirandello, escenografía de Charles Dullin y Julien Bertheau
- 1951 : Le Dindon, de Georges Feydeau, escenografía de Jean Meyer
- 1951 : Donogoo, de Jules Romains, escenografía de Jean Meyer
- 1951 : El burgués gentilhombre, de Molière, escenografía de Jean Meyer
- 1952 : Le Bouquet, de Henri Meilhac y Daniel Halévy
- 1952 : Seis personajes en busca de autor, de Luigi Pirandello, escenografía de Julien Bertheau
- 1952 : La reina muerta, de Henry de Montherlant, escenografía de Pierre Dux
- 1952 : Las bodas de Fígaro, de Pierre-Augustin Caron de Beaumarchais, escenografía de Jean Meyer
- 1952 : Les Fiancés du Havre, de Armand Salacrou, escenografía de Pierre Dux
- 1952 : Los enredos de Scapin, de Molière, escenografía de Jean Meyer
- 1953 : Monsieur Le Trouhadec saisi par la débauche, de Jules Romains, escenografía de Jean Meyer
- 1955 : Port-Royal, de Henry de Montherlant, escenografía de Jean Meyer
- 1957 : Les Misérables, de Paul Achard a partir de Victor Hugo, escenografía de Jean Meyer
- 1957 : La Critique de l'École des femmes, de Molière, escenografía de Jean Meyer
- 1958 : Domino de Marcel Achard, escenografía de Jean Meyer
- 1958 : Les Trente Millions de Gladiator, de Eugène Labiche, escenografía de Jean Meyer
- 1958 : El enfermo imaginario, de Molière, escenografía de Robert Manuel
- 1959 : L'École des femmes, de Molière, escenografía de Jean Meyer

#### Otros teatros
- 1960 : Crime parfait, de Frederick Knott, escenografía de Jean Meyer, Théâtre du Palais-Royal
- 1960 : Las mujeres sabias, de Molière, escenografía de Jean Meyer, Théâtre du Palais-Royal
- 1960 : El avaro, de Molière, escenografía de Jean Meyer, Théâtre du Palais-Royal
- 1961 : Le Mariage forcé, y La escuela de los maridos, de Molière, escenografía de Jean Meyer, Théâtre du Palais-Royal
- 1961 : Tartufo, de Molière, escenografía de Jean Meyer, Théâtre du Palais-Royal
- 1961 : El médico a palos, de Molière, escenografía de Jean Meyer, Théâtre du Palais-Royal
- 1961 : George Dandin ou le Mari confondu, de Molière, escenografía de Jean Meyer, Théâtre du Palais-Royal
- 1961 : El misántropo, de Molière, escenografía de Jean Meyer, Théâtre du Palais-Royal
- 1961 : L'Impromptu de Versailles, de Molière, escenografía de Jean Meyer, Théâtre du Palais-Royal
- 1961 : La Coquine, de André Roussin, escenografía de Jean Meyer, Théâtre du Palais-Royal
- 1961 : El atolondrado o los contratiempos, de Molière, escenografía de Jean Meyer, Théâtre du Palais-Royal
- 1962 : El enfermo imaginario, de Molière, escenografía de Jean Meyer, Théâtre du Palais-Royal
- 1962 : Mic-mac, de Jean Meyer, escenografía del autor, Théâtre du Palais-Royal y Théâtre Daunou
- 1962 : Las mujeres sabias, de Molière, escenografía de Jean Meyer, Théâtre du Palais-Royal
- 1964 : Le Deuxième Coup de feu, de Robert Thomas, escenografía de Pierre Dux, Théâtre Édouard VII
- 1965 : Le Vice dans la peau, de Jean Meyer, escenografía del autor, Théâtre Michel
- 1965 : La escuela de las mujeres, de Molière, escenografía de Jean Meyer, Théâtre des Célestins
- 1966 : L'Impromptu de Versailles, de Molière, escenografía de Jean Meyer, Théâtre des Célestins
- 1966 : Le Voyage de monsieur Perrichon, de Eugène Labiche y Édouard Martin, escenografía de Jean Meyer, Théâtre des Célestins
- 1967 : La Courte Paille, de Jean Meyer, escenografía del autor, La Pépinière-Théâtre
- 1968 : El enfermo imaginario, de Molière, escenografía de Jean Meyer, Théâtre des Célestins
- 1968 : Chacun sa vérité, de Luigi Pirandello, escenografía de Jean Meyer, Théâtre des Célestins
- 1969 : El misántropo, de Molière, escenografía de Jean Meyer, Théâtre des Célestins
- 1970 : El avaro, de Molière, escenografía de Jean Meyer, Théâtre des Célestins
- 1971 : Lorenzaccio, de Alfred de Musset, escenografía de Jean Meyer, Odéon antique de Lyon
- 1971 : Seis personajes en busca de autor, de Luigi Pirandello, escenografía de Jean Meyer, Théâtre des Célestins
- 1972 : Histoire d'un détective, de Sidney Kingsley, escenografía de Jean Meyer, Théâtre des Célestins
- 1972 : Les Boulingrin, de Georges Courteline, escenografía de Jean Meyer, Maison des Jeunes Cachan
- 1972 : El médico a palos, de Molière, escenografía de Jean Meyer, Maison des Jeunes Cachan
- 1973 : Tartufo, de Molière, escenografía de Jean Meyer, Théâtre des Célestins
- 1973 : Les Caves du Vatican, de André Gide, escenografía de Jean Meyer, Théâtre des Célestins
- 1973 : On purge bébé, de Georges Feydeau, escenografía de Jean Meyer, Théâtre des Célestins
- 1973 : Los negocios son los negocios, de Octave Mirbeau, escenografía de Jean Meyer, Théâtre des Célestins y Théâtre Marigny
- 1974 : El burgués gentilhombre, de Molière, escenografía de Jean Meyer, Théâtre des Célestins
- 1974 : Les Bienfaits de la culture, de Alexis Nikolaïevitch Tolstoï, escenografía de Jean Meyer, Théâtre des Célestins
- 1974 : Coriolano, de William Shakespeare, escenografía de Jean Meyer, Festival de Lyon
- 1974 : El avaro, de Molière, escenografía de Jean Meyer, Théâtre des Célestins
- 1975 : On ne badine pas avec l'amour, de Alfred de Musset, escenografía de Jean Meyer, Théâtre des Célestins
- 1975 : La Poudre aux yeux, de Eugène Labiche, escenografía de Jean Meyer, Théâtre des Célestins
- 1975 : Le Dindon, de Georges Feydeau, escenografía de Jean Meyer, Théâtre des Célestins
- 1975 : Ruy Blas, de Victor Hugo, escenografía de Jean Meyer, Théâtre des Célestins
- 1975 : Le Légataire universel, de Jean-François Regnard, escenografía de Jean Meyer, Théâtre des Célestins
- 1975 : Les Misérables, de Paul Achard a partir de Victor Hugo, escenografía de Jean Meyer, Théâtre de l'Agora Évry
- 1976 : La escuela de las mujeres, de Molière, escenografía de Jean Meyer, Théâtre des Célestins
- 1976 : La Dame de chez Maxim, de Georges Feydeau, escenografía de Jean Meyer, Théâtre des Célestins
- 1976 :  Un mes en el campo, de Iván Turguénev, escenografía de Jean Meyer, Théâtre des Célestins
- 1976 : Les Misérables, de Paul Achard a partir de Victor Hugo, escenografía de Jean Meyer, Théâtre des Célestins
- 1976 : Volpone, de Jules Romains y Stefan Zweig a partir de Ben Jonson, escenografía de Jean Meyer, Théâtre antique de Lyon
- 1976 : Hedda Gabler, de Henrik Ibsen, escenografía de Jean Meyer, Théâtre des Célestins
- 1976 : L'Impromptu de Versailles, de Molière, escenografía de Jean Meyer, Théâtre des Célestins
- 1976 : Los enredos de Scapin, de Molière, escenografía de Jean Meyer, Théâtre des Célestins
- 1977 : La Dame de chez Maxim, de Georges Feydeau, escenografía de Jean Meyer, Théâtre des Célestins
- 1977 : Port-Royal, de Henry de Montherlant, escenografía de Jean Meyer, Théâtre des Célestins
- 1977 : Topaze, de Marcel Pagnol, escenografía de Jean Meyer, Théâtre des Célestins y Théâtre Saint-Georges
- 1977 : Las mujeres sabias, de Molière, escenografía de Jean Meyer, Théâtre des Célestins
- 1977 : Le Sexe faible, de Édouard Bourdet, escenografía de Jean Meyer, Théâtre des Célestins
- 1978 : Los Litigantes, de Jean Racine, escenografía de Jean Meyer, Théâtre des Célestins
- 1978 : 29 degrés à l'ombre, de Eugène Labiche, escenografía de Jean Meyer, Théâtre des Célestins
- 1978 : Le Colonel Chabert, a partir de Honoré de Balzac, escenografía de Jean Meyer, Théâtre des Célestins
- 1978 : Intermezzo, de Jean Giraudoux, escenografía de Jean Meyer, Théâtre des Célestins
- 1978 : Don Juan, de Molière, escenografía de Jean Meyer, Théâtre des Célestins
- 1979 : À quoi rêvent les jeunes filles ? y Le Chandelier, de Alfred de Musset, escenografía de Jean Meyer, Théâtre des Célestins
- 1979 : Tovaritch, de Jacques Deval, escenografía de Jean Meyer, Théâtre des Célestins y Théâtre de la Madeleine
- 1979 : Le Voyage de monsieur Perrichon, de Eugène Labiche, escenografía de Jean Meyer, Théâtre des Célestins
- 1979 : El avaro, de Molière, escenografía de Jean Meyer, Théâtre des Célestins
- 1979 : Knock ou le Triomphe de la médecine, de Jules Romains, escenografía de Jean Meyer, Théâtre des Célestins
- 1979 : La Bonne Soupe, de Félicien Marceau, escenografía de Jean Meyer, Théâtre des Célestins
- 1980 : La Bonne Soupe, de Félicien Marceau, escenografía de Jean Meyer, Théâtre des Célestins y Théâtre Marigny
- 1980 : Knock ou le Triomphe de la médecine, de Jules Romains, escenografía de Jean Meyer, Théâtre des Célestins
- 1980 : Británico, de Jean Racine, escenografía de Jean Meyer, Théâtre des Célestins
- 1980 : L'Arlésienne, de Alphonse Daudet, escenografía de Jean Meyer, Théâtre des Célestins
- 1980 : Casa de muñecas, de Henrik Ibsen, escenografía de Jean Meyer, Théâtre des Célestins
- 1980 : Les Fausses Confidences, de Pierre Carlet de Chamblain de Marivaux, escenografía de Jean Meyer, Théâtre des Célestins
- 1981 : El enfermo imaginario, de Molière, escenografía de Jean Meyer, Théâtre des Célestins
- 1981 : Volpone, de Jules Romains y Stefan Zweig a partir de Ben Jonson, escenografía de Jean Meyer, Théâtre des Célestins
- 1981 : Mademoiselle, de Jacques Deval, escenografía de Jean Meyer, Théâtre des Célestins y Théâtre de la Michodière
- 1981 : El misántropo, de Molière, escenografía de Jean Meyer, Théâtre des Célestins
- 1981 : Las brujas de Salem, de Arthur Miller, escenografía de Jean Meyer, Théâtre des Célestins
- 1982 : El mercader de Venecia, de William Shakespeare, escenografía de Jean Meyer, Théâtre des Célestins
- 1982 : Las bodas de Fígaro, de Pierre-Augustin Caron de Beaumarchais, escenografía de Jean Meyer, Théâtre des Célestins
- 1982 : L'Héritage, de Jean Meyer a partir de Guy de Maupassant, escenografía de Jean Meyer, Théâtre des Célestins
- 1982 : Un amour de femme, canciones de Michel Rivgauche, música de Gérard Calvi, libreto y escenografía de Jean Meyer, Théâtre des Célestins
- 1982 : Mon père avait raison, de Sacha Guitry, escenografía de Jean Meyer, Théâtre des Célestins
- 1982 : La escuela de las mujeres, de Molière, escenografía de Jean Meyer, Théâtre des Célestins
- 1983 : El burgués gentilhombre, de Molière, escenografía de Jean Meyer, Théâtre des Célestins
- 1983 : Seis personajes en busca de autor, de Luigi Pirandello, escenografía de Jean Meyer, Théâtre des Célestins
- 1983 : El avaro, de Molière, escenografía de Jean Meyer, Théâtre des Célestins
- 1983 : Le Dindon, de Georges Feydeau, escenografía de Jean Meyer, Théâtre des Célestins
- 1984 : Tartufo, de Molière, escenografía de Jean Meyer, Théâtre des Célestins
- 1984 : Le Faiseur, de Honoré de Balzac, escenografía de Jean Meyer, Théâtre des Célestins
- 1984 : Coriolano, de William Shakespeare, escenografía de Jean Meyer, Festival de Lyon
- 1984 : Brocelianda, de Henry de Montherlant, escenografía de Jean Meyer, Théâtre des Célestins
- 1985 : Topaze, de Marcel Pagnol, escenografía de Jean Meyer, Théâtre des Célestins
- 1985 : Las mujeres sabias, de Molière, escenografía de Jean Meyer, Théâtre des Célestins
- 1985 : Un coq en pâte, de Jean Meyer, escenografía del autor, Théâtre des Célestins
- 1985 : La Prise de Berg-Op-Zoom, de Sacha Guitry, escenografía de Jean Meyer, Théâtre des Célestins
- 1985 : Chacun sa vérité, de Luigi Pirandello, escenografía de Jean Meyer, Théâtre des Célestins
- 1986 : La Prise de Berg-Op-Zoom, de Sacha Guitry, escenografía de Jean Meyer, Théâtre des Nouveautés y Théâtre de la Michodière

### Director

#### Comédie-Française
- 1942 : Le Distrait, de Jean-François Regnard
- 1943 : Le Chevalier à la mode, de Florent Carton dit Dancourt
- 1944 : El enfermo imaginario, de Molière
- 1944 : Barberine, de Alfred de Musset
- 1946 : Le Voyage de monsieur Perrichon, de Eugène Labiche y Édouard Martin
- 1946 : El médico a palos, de Molière
- 1946 : Las bodas de Fígaro, de Pierre-Augustin Caron de Beaumarchais
- 1946 : Le Tourbillon, de Bernard Zimmer
- 1947 : Les Jocrisses de l’amour, de Théodore Barrière y Lambert Thiboust
- 1947 : Un mes en el campo, de Iván Turguénev
- 1948 : Les Espagnols en Danemark, de Prosper Mérimée
- 1948 : El enfermo imaginario, de Molière
- 1948 : L'Occasion, de Prosper Mérimée
- 1948 : Monsieur de Pourceaugnac, de Molière
- 1949 : El avaro, de Molière
- 1949 : Jeanne la folle, de François Aman-Jean, Comédie-Française en el Teatro del Odéon
- 1950 : Otelo, de William Shakespeare
- 1950 : La Robe rouge, de Eugène Brieux, Teatro del Odéon
- 1950 : Les Caves du Vatican, de André Gide
- 1951 : Le Dindon, de Georges Feydeau
- 1951 : El burgués gentilhombre, de Molière
- 1951 : Donogoo, de Jules Romains
- 1952 : Don Juan, de Molière
- 1952 : Los enredos de Scapin, de Molière
- 1953 : Monsieur Le Trouhadec saisi par la débauche, de Jules Romains
- 1953 : Le Curé espagnol, adaptación de Roger Ferdinand a partir de John Fletcher y Philip Massinger
- 1954 : Les Amants magnifiques, de Molière
- 1954 : La escuela de los maridos, de Molière
- 1954 : Port-Royal, de Henry de Montherlant
- 1956 : Coriolano, de William Shakespeare
- 1956 : Las mujeres sabias, de Molière
- 1956 : La Machine à écrire, de Jean Cocteau
- 1956 : Brocelianda, de Henry de Montherlant
- 1957 : Les Misérables, de Paul Achard a partir de Victor Hugo
- 1957 : Le Sexe faible, de Édouard Bourdet
- 1957 : La Critique de l'École des femmes, de Molière
- 1957 : Anfitrión, de Molière
- 1958 : Domino, de Marcel Achard
- 1958 : Les Trente Millions de Gladiator, de Eugène Labiche
- 1959 : La escuela de las mujeres, de Molière
- 1959 : L'Impromptu de Versailles, de Molière
- 1959 : Fedra, de Jean Racine
- 1960 : Le Voyage de Tchong-Li, de Sacha Guitry
- 1960 : La Jalousie, de Sacha Guitry
- 1964 : Donogoo, de Jules Romains
- 1965 : Anfitrión, de Molière
- 1967 : Domino, de Marcel Achard
- 1974 : La escuela de los maridos, de Molière, Comédie-Française en el Théâtre Marigny

#### Otros teatros
- 1942 : La Celestina, de Fernando de Rojas, Théâtre de la Renaissance
- 1943 : Don Philippe, de Barbara Nikisch, música de Kostia Konstantinoff, Théâtre Pigalle
- 1943 : L'École des ménages, de Honoré de Balzac, Théâtre Saint-Georges
- 1945 : Petición de mano, de Antón Chéjoz, Théâtre Pigalle
- 1945 : La Vie est belle, de Marcel Achard, La Pépinière-Théâtre
- 1945 : Le Printemps de la Saint Martin, de Noël Coward, La Pépinière-Théâtre
- 1945 : La Celestina, de Fernando de Rojas, Le Palace
- 1946 : La Sainte Famille, de André Roussin, Théâtre Saint-Georges
- 1947 : Thérèse Raquin, de Émile Zola, Théâtre des Célestins
- 1947 : Passage du malin, de François Mauriac, Théâtre de la Madeleine
- 1949 : Don Giovanni, de Wolfgang Amadeus Mozart, Festival de Aix-en-Provence
- 1950 : Così fan tutte, de Wolfgang Amadeus Mozart, Festival de Aix-en-Provence
- 1953 : 107 minutes, de Steve Passeur, Giras Herbert-Karsenty
- 1953 : La Reine blanche, de Pierre Barillet y Jean-Pierre Gredy, Théâtre Michel
- 1954 : Les caprices de Marianne, de Henri Sauguet y Jean-Pierre Gredy a partir de Alfred de Musset, Festival de Aix-en-Provence
- 1954 : Gigi, de Colette, Théâtre Verlaine, giras Karsenty
- 1954 : Faites-moi confiance, de Michel Duran, Théâtre du Gymnase Marie-Bell
- 1954 : La main passe, de Georges Feydeau, Théâtre Antoine
- 1955 : Orphée, Festival de Aix-en-Provence
- 1955 : Nekrassov, de Jean-Paul Sartre, Théâtre Antoine
- 1955 : Histoire de rire, de Armand Salacrou, Théâtre Saint-Georges
- 1956 : Le Pirate, de Raymond Castans, Théâtre de la Madeleine
- 1956 : L'Ombre, de Julien Green, Théâtre Antoine
- 1958 : La Bagatelle, de Marcel Achard, Théâtre des Bouffes-Parisiens
- 1960 : Las mujeres sabias, de Molière, Théâtre du Palais-Royal
- 1960 : Histoire de rire, de Armand Salacrou, Théâtre de la Madeleine
- 1960 : Crime parfait, de Frederick Knott, Théâtre du Palais-Royal
- 1960 : L'Idiote, de Marcel Achard, Théâtre Antoine
- 1960 : La Fleur des pois, de Édouard Bourdet, Théâtre du Palais-Royal
- 1960 : El médico a palos, de Molière, Festival de Aix-en-Provence
- 1960 : El avaro, de Molière, Théâtre du Palais-Royal
- 1960 : Noix de coco, de Marcel Achard, Théâtre de Paris
- 1961 : La Station Champbaudet, de Eugène Labiche, Conservatoire national supérieur d'art dramatique
- 1961 : Supplément au voyage de Cook, de Jean Giraudoux, Conservatoire national supérieur d'art dramatique
- 1961 : Le Mariage forcé y La escuela de los maridos, de Molière, Théâtre du Palais-Royal
- 1961 : Tartufo, de Molière, Théâtre du Palais-Royal
- 1961 : El misántropo, de Molière, Théâtre du Palais-Royal
- 1961 : George Dandin ou le Mari confondu, de Molière, Théâtre du Palais-Royal
- 1961 : El médico a palos, de Molière, Théâtre du Palais-Royal
- 1961 : La Coquine, de André Roussin, Théâtre du Palais-Royal
- 1961 : L'Impromptu de Versailles, de Molière, Théâtre du Palais-Royal
- 1961 : El atolondrado o los contratiempos, de Molière, Théâtre du Palais-Royal
- 1961 : Le Dépit amoureux, de Molière, Théâtre du Palais-Royal
- 1962 : Los Litigantes, de Jean Racine, Théâtre du Palais-Royal
- 1962 : Las preciosas ridículas, de Molière, Théâtre du Palais-Royal
- 1962 : El enfermo imaginario, de Molière, Théâtre du Palais-Royal
- 1962 : Los enredos de Scapin, de Molière, Théâtre du Palais-Royal
- 1962 : Anfitrión, de Molière, Théâtre du Palais-Royal
- 1962 : Don Giovanni, de Wolfgang Amadeus Mozart, Festival de Aix-en-Provence
- 1962 : Mic-mac, de Jean Meyer, Théâtre du Palais-Royal y Théâtre Daunou
- 1962 : Turlututu, de Marcel Achard, Théâtre Antoine
- 1962 : Las mujeres sabias, de Molière, Théâtre du Palais-Royal
- 1962 : Bichon, de Jean de Létraz, Théâtre Édouard VII
- 1963 : Don Juan, de Molière, Théâtre du Palais-Royal
- 1964 : Machin-Chouette, de Marcel Achard, Théâtre Antoine
- 1965 : Les Trois Mariages de Mélanie, de Charlotte Frances, Théâtre Michel
- 1965 : Le Vice dans la peau, de Jean Meyer, Théâtre Michel
- 1965 : La escuela de las mujeres, de Molière, Théâtre des Célestins
- 1966 : Idomeneo, rey de Creta, de Wolfgang Amadeus Mozart, Festival de Aix-en-Provence
- 1966 : L'Impromptu de Versailles, de Molière, Théâtre des Célestins
- 1966 : Le Voyage de monsieur Perrichon, de Eugène Labiche y Édouard Martin, Théâtre des Célestins
- 1967 : La Courte Paille, de Jean Meyer, La Pépinière-Théâtre
- 1967 : La ciudad en la que reina un niño, de Henry de Montherlant, Théâtre Michel
- 1968 : El enfermo imaginario, de Molière, Théâtre des Célestins
- 1968 : Chacun sa vérité, de Luigi Pirandello, Théâtre des Célestins
- 1969 : Las bodas de Fígaro, de Pierre-Augustin Caron de Beaumarchais, Théâtre des Célestins
- 1969 : Macbeth, de William Shakespeare, Théâtre des Célestins
- 1969 : El misántropo, de Molière, Théâtre des Célestins
- 1969 : La Lune heureuse, de Catherine Peter Scott, Théâtre des Célestins
- 1970 : La ciudad en la que reina un niño, de Henry de Montherlant, Théâtre des Célestins
- 1970 : Brouart et le désordre, de Claude Aveline, Théâtre des Célestins
- 1970 : Noche de reyes, de William Shakespeare, Théâtre antique de Lyon
- 1970 : El avaro, de Molière, Théâtre des Célestins
- 1970 : La ciudad en la que reina un niño de Henry de Montherlant, Palais des Beaux-Arts de Bruselas
- 1971 : Andrómaca de Jean Racine, Théâtre des Célestins
- 1971 : La reina muerta, de Henry de Montherlant, Théâtre des Célestins
- 1971 : Lorenzaccio, de Alfred de Musset, Odéon antique de Lyon
- 1971 : Le Maître de Santiago, de Henry de Montherlant, Théâtre Montansier, Théâtre des Célestins y giras Herbert-Karsenty
- 1971 : Las mujeres sabias, de Molière, Théâtre des Célestins
- 1971 : Seis personajes en busca de autor, de Luigi Pirandello, Théâtre des Célestins
- 1972 : Histoire d'un détective, de Sidney Kingsley, Théâtre des Célestins
- 1972 : Les Boulingrin, de Georges Courteline, Maison des Jeunes Cachan
- 1972 : Les Gaîtés de l'escadron, de Georges Courteline, Maison des Jeunes Cachan
- 1972 : Lidoire, de Georges Courteline, Maison des Jeunes Cachan
- 1972 : El médico a palos, de Molière, Maison des Jeunes Cachan
- 1972 : Le Jour le plus court, de Jean Meyer, Théâtre des Célestins
- 1973 : Le Paysan parvenu, de Albert Husson a partir de Pierre Carlet de Chamblain de Marivaux, Théâtre des Célestins
- 1973 : Tartufo, de Molière, Théâtre des Célestins
- 1973 : Les Caves du Vatican, de André Gide, Théâtre des Célestins
- 1973 : Le Jeu de l'amour et du hasard, de Pierre Carlet de Chamblain de Marivaux, Théâtre des Célestins
- 1973 : On purge bébé, de Georges Feydeau, Théâtre des Célestins
- 1973 : Los negocios son los negocios, de Octave Mirbeau, Théâtre des Célestins y Théâtre Marigny
- 1974 : El burgués gentilhombre, de Molière, Théâtre des Célestins
- 1974 : Les Bienfaits de la culture, de Alekséi Nikoláyevich Tolstói, Théâtre des Célestins
- 1974 : Coriolano, de William Shakespeare, Théâtre des Célestins
- 1974 : Le Miracle de Théophile, de Rutebeuf, Catedral de Lyon
- 1974 : El avaro, de Molière, Théâtre des Célestins
- 1975 : On ne badine pas avec l'amour, de Alfred de Musset, Théâtre des Célestins
- 1975 : La Poudre aux yeux, de Eugène Labiche, Théâtre des Célestins
- 1975 : Le Pain de ménage, de Jules Renard, Théâtre des Célestins
- 1975 : Le Dindon, de Georges Feydeau, Théâtre des Célestins
- 1975 : Ruy Blas, de Victor Hugo, Théâtre des Célestins
- 1975 : Le Légataire universel, de Jean-François Regnard, Théâtre des Célestins
- 1975 : Les Misérables, de Paul Achard a partir de Victor Hugo, Théâtre de l'Agora Évry
- 1976 : El médico a palos, de Molière, Théâtre des Célestins y Théâtre de l'Ouest parisien
- 1976 : La Dame de chez Maxim, de Georges Feydeau, Théâtre des Célestins
- 1976 : La escuela de las mujeres, de Molière, Théâtre des Célestins
- 1976 : Un mes en el campo, de Iván Turguénev, Théâtre des Célestins
- 1976 : Les Misérables, de Paul Achard a partir de Victor Hugo, Théâtre des Célestins
- 1976 : Knock ou le Triomphe de la médecine, de Jules Romains, Théâtre des Célestins
- 1976 : Volpone, de Jules Romains y Stefan Zweig a partir de Ben Jonson, Théâtre antique de Lyon
- 1976 : Hedda Gabler, de Henrik Ibsen, Théâtre des Célestins
- 1976 : L'Impromptu de Versailles, de Molière, Théâtre des Célestins
- 1976 : Los enredos de Scapin, de Molière, Théâtre des Célestins
- 1977 : Port-Royal, de Henry de Montherlant, Théâtre des Célestins
- 1977 : Topaze, de Marcel Pagnol, Théâtre des Célestins y Théâtre Saint-Georges
- 1977 : La ciudad en la que reina un niño, de Henry de Montherlant, Théâtre des Mathurins
- 1977 : Las mujeres sabias, de Molière, Théâtre des Célestins
- 1977 : Le Sexe faible, de Édouard Bourdet, Théâtre des Célestins
- 1978 : Los Litigantes, de Racine, Théâtre des Célestins
- 1978 : 29 degrés à l'ombre, de Eugène Labiche, Théâtre des Célestins
- 1978 : Le Colonel Chabert, a partir de Honoré de Balzac, Théâtre des Célestins
- 1978 : Intermezzo, de Jean Giraudoux, Théâtre des Célestins
- 1978 : Don Juan, de Molière, Théâtre des Célestins
- 1978 : Bola de sebo, a partir de Guy de Maupassant, Théâtre des Célestins
- 1979 : À quoi rêvent les jeunes filles ? y Le Chandelier, de Alfred de Musset, Théâtre des Célestins
- 1979 : Le Menteur, de Pierre Corneille, Théâtre des Célestins
- 1979 : Tovaritch, de Jacques Deval, Théâtre des Célestins y Théâtre de la Madeleine
- 1979 : Le Voyage de monsieur Perrichon y Les Deux Timides, de Eugène Labiche, Théâtre des Célestins
- 1979 : La señorita Julia, de August Strindberg, Théâtre des Célestins
- 1979 : El avaro, de Molière, Théâtre des Célestins
- 1979 : La Bonne Soupe, de Félicien Marceau, Théâtre des Célestins
- 1980 : La Bonne Soupe, de Félicien Marceau, Théâtre des Célestins y Théâtre Marigny
- 1980 : Británico, de Jean Racine, Théâtre des Célestins
- 1980 : L'Arlésienne, de Alphonse Daudet, Théâtre des Célestins
- 1980 : Casa de muñecas, de Henrik Ibsen, Théâtre des Célestins
- 1980 : Les Fausses Confidences, de Pierre Carlet de Chamblain de Marivaux, Théâtre des Célestins
- 1981 : El enfermo imaginario, de Molière, Théâtre des Célestins
- 1981 : No habrá guerra de Troya, de Jean Giraudoux, Théâtre des Célestins
- 1981 : Volpone, de Jules Romains y Stefan Zweig a partir de Ben Jonson, Théâtre des Célestins
- 1981 : Mademoiselle, de Jacques Deval, Théâtre des Célestins y Théâtre de la Michodière
- 1981 : El misántropo, de Molière, Théâtre des Célestins
- 1981 : Las brujas de Salem, de Arthur Miller, Théâtre des Célestins
- 1982 : El mercader de Venecia, de William Shakespeare, Théâtre des Célestins
- 1982 : Las bodas de Fígaro, de Pierre-Augustin Caron de Beaumarchais, Théâtre des Célestins
- 1982 : L'Héritage, de Guy de Maupassant, Théâtre des Célestins
- 1982 : Un amour de femme, de Michel Rivgauche, Gérard Calvi y Jean Meyer, Théâtre des Célestins
- 1982 : Mon père avait raison, de Sacha Guitry, Théâtre des Célestins
- 1983 : El burgués gentilhombre, de Molière, Théâtre des Célestins
- 1983 : Seis personajes en busca de autor, de Luigi Pirandello, Théâtre des Célestins
- 1983 : Exiles, de James Joyce, Théâtre des Célestins
- 1983 : El avaro, de Molière, Théâtre des Célestins
- 1983 : La escuela de las mujeres, de Molière, Théâtre des Célestins
- 1983 : Noix de coco, de Marcel Achard, Théâtre des Célestins
- 1983 : Le Dindon, de Georges Feydeau, Théâtre des Célestins
- 1984 : Tartufo, de Molière, Théâtre des Célestins
- 1984 : Le Dindon, de Georges Feydeau, Théâtre du Palais-Royal
- 1984 : Le Faiseur, de Honoré de Balzac, Théâtre des Célestins
- 1984 : Noix de coco, de Marcel Achard, Théâtre de la Renaissance
- 1984 : Coriolano, de William Shakespeare, Théâtre des Célestins
- 1984 : Gigi, de Colette, Théâtre des Célestins
- 1984 : Brocéliande, de Henry de Montherlant, Théâtre des Célestins
- 1984 : Las preciosas ridículas, de Molière, Théâtre des Célestins
- 1985 : Topaze, de Marcel Pagnol, Théâtre des Célestins
- 1985 : Gigi, de Colette, Théâtre des Nouveautés
- 1985 : Las mujeres sabias, de Molière, Théâtre des Célestins
- 1985 : Un coq en pâte, de Jean Meyer, Théâtre des Célestins
- 1985 : La Prise de Berg-Op-Zoom, de Sacha Guitry, Théâtre des Célestins
- 1985 : Chacun sa vérité, de Luigi Pirandello, Théâtre des Célestins
- 1986 : La Prise de Berg-Op-Zoom, de Sacha Guitry, Théâtre des Nouveautés y Théâtre de la Michodière
- 1987 : Le Dindon, de Georges Feydeau, Théâtre Montansier

## Filmografía

### Au théâtre ce soir
- 1969 : Le Dindon, de Georges Feydeau, dirección de Pierre Sabbagh, Théâtre Marigny
- 1972 : Noix de coco, de Marcel Achard, dirección de Pierre Sabbagh, Théâtre Marigny
- 1972 : Histoire d'un détective, de Sidney Kingsley, dirección de Pierre Sabbagh, Théâtre Marigny
- 1973 : El médico a palos, de Molière, dirección de Georges Folgoas, Théâtre Marigny
- 1973 : Lidoire, de Georges Courteline, dirección de Georges Folgoas, Théâtre Marigny
- 1973 : Les Boulingrin, de Georges Courteline, dirección de Georges Folgoas, Théâtre Marigny
- 1974 : Los negocios son los negocios, de Octave Mirbeau, dirección de Georges Folgoas, Théâtre Marigny
- 1976 : La Bagatelle, de Marcel Achard, dirección de Pierre Sabbagh, Théâtre Édouard VII
- 1976 : Un mes en el campo, de Iván Turguénev, dirección de Pierre Sabbagh, Théâtre Édouard VII
- 1978 : Le Colonel Chabert, de Albert Husson y Jean Meyer a partir de Honoré de Balzac, dirección de Pierre Sabbagh, Théâtre Marigny
- 1978 : Volpone, de Jules Romains y Stefan Zweig a partir de Ben Jonson, dirección de Pierre Sabbagh, Théâtre Marigny
- 1978 : Brocéliande, de Henry de Montherlant, dirección de Pierre Sabbagh, Théâtre Marigny
- 1981 : Mademoiselle, de Jacques Deval, dirección de Pierre Sabbagh, Théâtre Marigny

### Actor
- 1941 : Ne bougez plus, de Pierre Caron
- 1942 : Huit hommes dans un château, de Richard Pottier
- 1942 : Coups de feu dans la nuit, de Robert Péguy
- 1943 : Adieu Léonard, de Pierre Prévert
- 1943 : Je suis avec toi, de Henri Decoin
- 1945 : La Route du bagne, de Léon Mathot
- 1945 : L'Insaisissable Frédéric, de Richard Pottier
- 1947 : Capitaine Blomet, de Andrée Feix
- 1948 : Entre onze heures et minuit, de Henri Decoin
- 1950 : Clara de Montargis, de Henri Decoin
- 1952 : Procès au Vatican, de André Haguet
- 1952 : Le Plaisir, de Max Ophüls (sketch La Maison Tellier)
- 1956 : Pitié pour les vamps, de Jean Josipovici
- 1957 : Les Violents, de Henri Calef
- 1958 : Le Bourgeois gentilhomme, de Jean Meyer
- 1959 : Le Mariage de Figaro, de Jean Meyer
- 1961 : 21 rue Blanche, de Quinto Albicocco
- 1965 : Le Corniaud, de Gérard Oury
- 1977 : Britannicus, de Jean Meyer

### Director
- 1958 : Le Bourgeois gentilhomme
- 1959 : Le Mariage de Figaro
- 1977 : Britannicus